# Landesgartenschau Neustadt an der Weinstraße 2027
Die Landesgartenschau 2027 in Neustadt an der Weinstraße ist eine in Vorbereitung befindliche Landesgartenschau. Sie war ursprünglich für das Jahr 2026 vorgesehen. Als Austragungsort ist der Stadtberg in den Auen vorgesehen, einem leicht hügeligen Gebiet nordöstlich des Zentrums, der von den beiden Flüssen Rehbach und Speyerbach begrenzt wird.

## Geschichte
Im Juli 2021 stimmte der Neustadter Stadtrat einstimmig für die Machbarkeitsstudie. Die Projektpräsentation und dessen Planungen begannen im März 2023.
Der Antrag der Stadt wurde im Oktober 2021 gestellt.
Im März 2022 erhielt Neustadt an der Weinstraße den Zuschlag für die Landesgartenschau in Rheinland-Pfalz 2027. Die Entscheidung fiel unter weiteren fünf Regionen Speyer, Mainz, Bendorf, Südeifel mit Bitburg und Traben-Trarbach, die sich ebenfalls für eine Landesgartenschau beworben hatten. Schon im Vorfeld, ebenfalls im März 2022, wurden die Pläne und Konzepte vom Neustadter Oberbürgermeister Marc Weigel und Baudezernent Bernhard Adams beim Landtag Rheinland-Pfalz im Landeshauptstadt Mainz präsentiert.

## Projektwettbewerb
Im Januar 2023 wurde der Wettbewerb zur Gestaltung des Landesgartenschaugeländes entschieden. Die Wahl der Jury fiel auf das Projekt des Planungsbüros Atelier Loidl. Im Vorfeld, zwischen dem 12. bis 20. Dezember 2022 wurden die Arbeiten aus dem Wettbewerb zur Landesgartenschau 2027 in Neustadt an der Weinstraße öffentlich ausgestellt.

## Projektkosten
Das Gartenschauprojekt soll laut dem Ministerium für Wirtschaft, Verkehr, Landwirtschaft und Weinbau Rheinland-Pfalz rund 25 Millionen Euro kosten. Finanziert werden davon rund 18,5 Millionen Euro vom Bundesland Rheinland-Pfalz. Die verbleibenden 6,5 Millionen Euro werden von der Neustadter Stadtverwaltung getragen.